# Zipaquirá
Zipaquirá ist eine Gemeinde (municipio) die zur Metropolregion Bogotá im Departamento Cundinamarca, Kolumbien gehört. Sie liegt 48 Kilometer von der kolumbianischen Hauptstadt Bogotá entfernt und wurde 1600 gegründet. Zipaquirá ist bekannt für seine Salzkathedrale und besitzt zudem eine schöne koloniale Altstadt mit zahlreichen Gebäuden aus dem 18. Jahrhundert. Die Stadt ist ein beliebtes Ausflugsziel für Bewohner des Großraums Bogotá. Zipaquirá ist Sitz des Bistums Zipaquirá.

## Geographie
Zipaquirá liegt in Cundinamarca in der Provinz Sabana Centro auf einer Höhe von 2650 Metern. Zipaquirá liegt 47 km nördlich von Bogotá und hat eine Jahresdurchschnittstemperatur von 14 °C. Die Gemeinde hat eine Gesamtfläche von 197 km², von den acht auf den städtischen und 189 auf den ländlichen Teil der Gemeinde entfallen. Die Gemeinde grenzt im Norden an Cogua, im Süden an Tabio, Cajicá und Tocancipá, im Westen an Subachoque und Pacho und im Osten an Tocancipá, Nemocón und Cogua. Auf dem Gebiet der Gemeinde findet sich östlich des Stadtkerns die archäologische Fundstätte El Abra.

## Bevölkerung
Die Gemeinde Zipaquirá hat 130.432 Einwohner, von denen 114.765 im städtischen Teil (cabecera municipal) der Gemeinde leben (Stand: 2019).

## Geschichte
Auf dem Gebiet des heutigen Zipaquirá existierte vor der Ankunft der Spanier bereits ein Ort mit dem Namen Chicaquicha, der wegen des in der Umgebung vorkommenden Salzes eine große Bedeutung in der Region hatte. Am 18. Juli 1600 wurde von Luis Enriquez der spanische Ort Zipaquirá gegründet, in dem die indigene Bevölkerung der Region leben sollte. Seit 1692 war es auch spanischen Siedlern erlaubt, sich in Zipaquirá anzusiedeln. Seit 1779 gibt es in Zipaquirá eine Kirchengemeinde. Während des Comuneros-Aufstand in Neugranada 1781 spielte Zipaquirá eine wichtige Rolle. Das erste Hospital wurde 1790 errichtet. Zu Beginn des 19. Jahrhunderts wurde der Salzabbau immer professioneller. Zipaquirá wurde durch die Salzgewinnung zu einer wohlhabenden Stadt und zählte Mitte des 19. Jahrhunderts bereits 19.000 Einwohner. Zipaquirá erhielt mit dem Tren de la Sabana Anschluss an eine der ersten Eisenbahnstrecken Kolumbiens, die Zipaquirá mit Bogotá verband. Heute fahren auf dieser Bahn die einzigen Reisezüge auf dem ehemaligen Staatsbahnnetz, dies jedoch nur als reine Touristenattraktion an den Wochenenden.

## Wirtschaft
Zipaquirá ist ein wichtiges regionales Zentrum, wo verschiedene Firmen ansässig sind, insbesondere zur Verarbeitung von Rindfleisch. Darüber hinaus spielt der Handel eine wichtige Rolle. Im ländlichen Teil der Gemeinde ist die Landwirtschaft der wichtigste Wirtschaftszweig. Es werden Kartoffeln, Erbsen und Karotten angebaut.
Auch der Tourismus ist eine wichtige Einnahmequelle. Die Stadt wird wegen der Salzkathedrale von etwa 50.000 Touristen pro Jahr besucht.

## Salzkathedrale

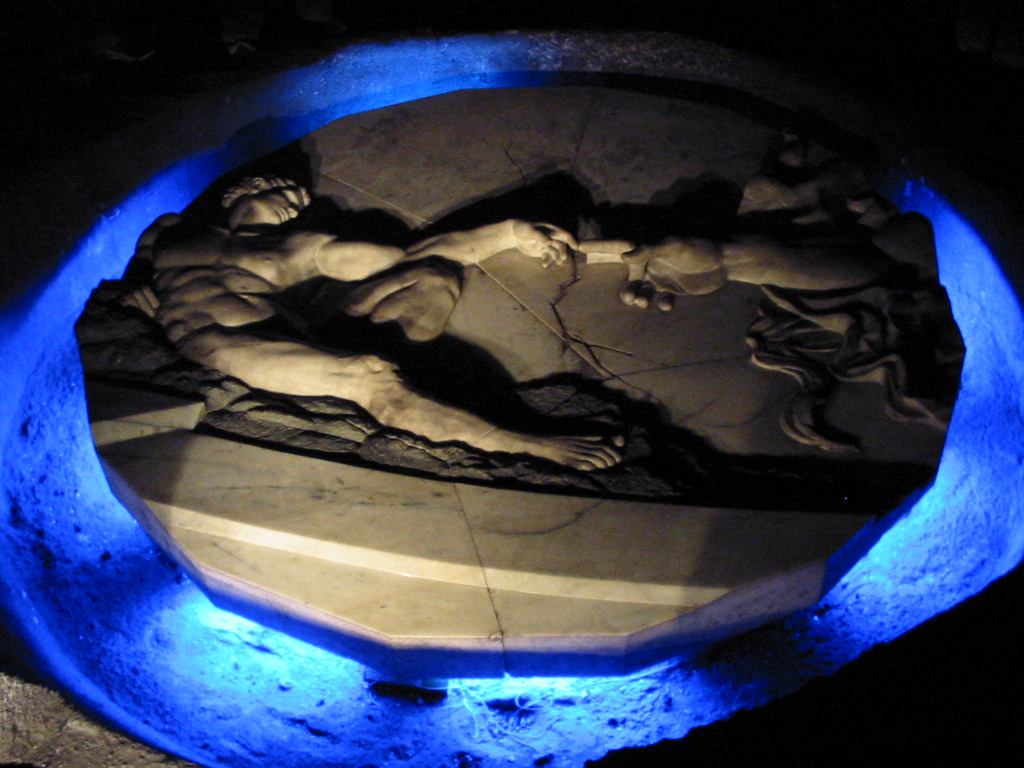
Skulptur in der Salzkathedrale

In Zipaquirá befindet sich die so genannte Catedral de Sal (Salzkathedrale), eine komplett aus Salz gebaute Kirche in einer Salzmine. Die erste Salzkathedrale wurde 1954 eröffnet, aber 1992 wegen Einsturzgefahr für Besucher geschlossen. Seit 1995 ist die neue Salzkathedrale für die Öffentlichkeit zugänglich.
Die unterirdische Salzkathedrale gehört zu den größten religiösen Bauwerken der Welt: Sie ist dreischiffig, 120 Meter lang und über rund 8.500 Quadratmetern Fläche wölben sich ihre in den salzhaltigen Felsen gesprengten Kuppeln.
Im Innern der Höhlenkirche ist alles aus Salzkristall gemeißelt: zahlreiche monumentale Kreuze, zierliche Engel und einige Madonnenstatuen – alles aus Salz. Neben der Hauptkathedrale befinden sich kleine Kapellen und ein Kreuzweg (Via Crucis), dessen 14 Stationen durch eine Anzahl labyrinthartiger Tunnel miteinander verbunden sind.

## Verkehr
Zu erreichen ist Zipaquirá neben dem verkehrenden Omnibus am Wochenende auch mit dem Tren de la Sabana. Der von einer alten Dampflokomotive angetriebene Zug verbindet Zipaquirá mit der Hauptstadt Bogotá sowie mit Nemocón, Cajicá und Chía durch die Hochebene Sabana de Bogotá. Betrieben wird er von der Gesellschaft „Empresa Colombiana de Vías Férreas“ (Ferrovías).

## Sport

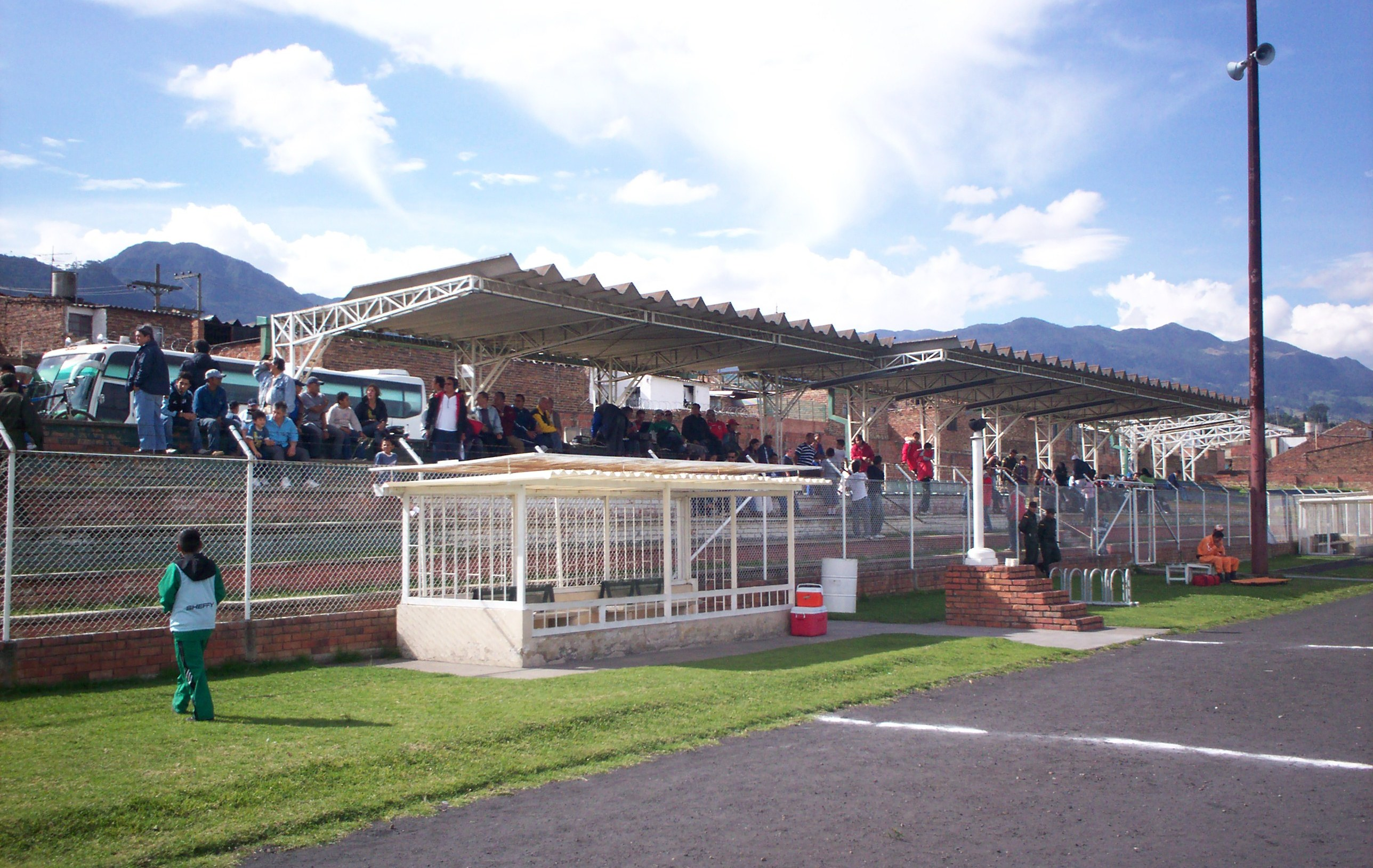
Estadio Municpal Héctor El Zipa González

In Zipaquirá befindet sich das Fußballstadion Estadio Municpal Héctor El Zipa González, das nach einem aus Zipaquirá stammenden Nationalspieler Kolumbiens benannt ist und etwa 7.000 Zuschauern Platz bietet. Das Stadion ist nicht für die erste Liga zugelassen, beherbergt aber regelmäßig Zweitligafußball. In Zipaquirá trug von 2009 bis 2011 der Fußball-Zweitligist Expreso Rojo seine Heimspiele aus. Auch Fortaleza FC trug von 2011 bis zu seinem Aufstieg 2013 seine Heimspiele in Zipaquirá aus. Nach dem Abstieg 2016 spielte der Verein erneut bis 2017 in Zipaquirá. 2017 spielte auch der Traditionsverein Cúcuta Deportivo in Zipaquirá.

## Persönlichkeiten

### Söhne und Töchter der Stadt
- Efraín Forero (1930–2022), Radrennfahrer
- Rafael Arcadio Bernal Supelano (1934–2019), Apostolischer Vikar von Sibundoy (1978–1990), Bischof von Arauca (1990–2003) und Líbano-Honda (2003–2004)
- Héctor González (1937–2015), Fußballspieler
- Marta Lucía Ramírez (* 1954), Rechtsanwältin und Politikerin
- Brandon Rivera (* 1996), Radrennfahrer
- Jesús David Peña (* 2000), Radrennfahrer

### Personen, die mit Zipaquirá in Verbindung stehen
- Egan Bernal (* 1997), Radrennfahrer, Gewinner der Tour de France 2019